# Estheria picta
Estheria picta là một loài ruồi trong họ Tachinidae.